# За Януковича!
Блок «За Януковича!» — предвыборный блок, созданный для участия в Выборах в Верховную Раду Автономной Республики Крым 2006 года. В блок входили республиканские организации Партии Регионов и «Русского блока». По результатам выборов блок получил 324 750 голосов избирателей, или же 32,55 % (первое место). Блок получил 44 из 100 мест в Верховной Раде Автономной республика Крым.
Председателем Верховной Рады АРК был избран член Блока «За Януковича!» Анатолий Гриценко.
На крымских парламентских выборах 2010 года Партия регионов и Русский блок баллотировались отдельно друг от друга., Партия регионов победила на выборах и получила 80 мест, в то время как Русский блок в парламент не прошёл.